# Irving Džošua Matriks
Irving Džošua Matriks, poznatiji pod imenom Doktor Matriks je izmišljeni karakter iz kolumni američkog pisca Martina Gardnera (1914-2010), kolumniste Sajentifik Amerikan časopisa, koji ga je koristio da na satiričan način prikaže numerologiju, astrologiju, kao i druge pseudonauke. Takođe je uz pomoć njega na zanimljiv način postavljao matematičke probleme i zagonetke i popularizovao nauku. Doktor Matriks je bio numerolog, mentalista, astrolog, u više navrata preduzetnik, matematičar, veliki poznavalac teorije brojeva kao i tajni agent. Većina njegovih pokušaja osnivanja kompanije i započinjanja posla se zasnivala na nekoj vrsti prevare ili iluzije.
Prvi put se pojavljuje 1960. godine u januarskom izdanju magazina Sajentifik Ameriken u kolumni Matematičke igre. Tokom godina, pojavljivao se u više izdanja, koja su potom prikupljena i objedinjena u knjigu.

## Biografija
Doktor Matriks je rođen kao Irving Džošua Buš, 21. februara 1908. godine u Kagošimi, na ostrvu Kjušu u Japanu. Najstariji od sedmoro dece, čiji je otac Vilijam Miler Buš bio adventistički sveštenik i misionar, je odrastao kao vernik u biblijska proročanstva. U osmoj godini veći deo slobodnog vremena je posvetio izučavanju brojeva koji se pojavljuju u različitim biblijskim poglavljima. Pored zanimanja za brojeve odmalena je imao interesovanje za mađioničarske trikove koje je učio od porodičnog prijatelja.
U devetoj godini života, koristeći tehniku kodiranja svakog slova brojem (a=1, b=2, c=3,...) na svoje ime, Buš (Bush), dobija brojeve 2, 21, 19 i 8. Ovi brojevi se poklapaju sa njegovim datumom rođenja što on shvata kao Božji znak da posveti život adventističkom cilju. Ipak 1920. godine pronalazi knjigu u kojoj su opovrgnuta neka tvrđenja adventista. Razoračaran otkrićima i uzdrman zbog neslaganja sa fundamentalnim verovanjima njegovih roditelja beži od kuće.
Nije imao problema sa sporazumevanjem jer je tečno pričao japanski i engleski. U narednom periodu je živeo u Tokiju i zarađivao novac izvođenjem magičnih trikova i žongliranjem, da bi ga za asistenta uzeo poznati japanski mađioničar Tenkai. U svojim dvadesetim godinama, putuje po Japanu i nastupa pod nazivom Dr Matriks.
Godine 1938. je oženio svoju asistentkinju Ejsej Tošijori sa kojom je dobio dete, Ivu Tošijori, sledeće godine. Gospođa Matriks je ubijena 1942. godine tokom bombardovanja Tokija. Nakon rata, odlazi u Pariz, gde brzo dobija reputaciju veoma dobrog astrologa i numerologa. Priča se da su veliki političari dolazili kod njega po savet. Dok je bio u Parizu, postao je prijatelj sa matematičarem Nikolasom Burbakijem od koga je stekao dosta novih znanja iz matematike.
Nakon toga je živeo na dosta mesta po svetu, često se selio i započinjao nove poslove. Ćerka Iva Tošijori ga je svuda pratila, najčešće u svojstvu njegovog asistenta na prethodno pomenutim poslovima. Pored Sjedinjenih Američkih Država, gde je živeo u Njujorku, Los Anđelesu, Čikagu i drugde, jedno vreme je živeo i u Indiji (Kalkuta, Bombaj), Indoneziji (Džakarta), Kini (Tibet), Turskoj (Istanbul) kao i u Nemačkoj (Tubingen) itd.
Godine 1980. Njujork Tajms objavljuje da je umro u duelu sa KGB agentom Ivanom Skavinskijem Skanarom.
Međutim, 1987. godine Martin Gardner se nalazi sa njim u Kazablanci, gde saznaje da su svedoci potplaćeni da svedoče da su oba učesnika obračuna umrla.

## Izgled
Dr Matriks je bio visok, koščate figure sa istaknutim nosom i svetlim zelenim očima. Tokom godina, ovaj izgled je upotpunjavao neki oblik brade, kao i povremeno nošenje naočara, monokla ili sočiva.

## Lažna imena Irvinga Džošue Matriksa i Ive Tošijori
| Irving Džošua Matriks ()       | Iva Tošijori ()       |
| ------------------------------ | --------------------- |
| Profesor T. Ignatijus Marks () | Ajris Ho Toj ()       |
| Irving J. Hok ()               | Meri Džejn Grok ()    |
| Llevelin Huker Džunior ()      | Žaklin Džouns ()      |
| Guru Marahašiš ()              | Zulejka ()            |
| Dr Pank Rokvel ()              | Panki Anderson ()     |
| Frenk Rosum ()                 | Džosi Klark Nelson () |
| Abdul Abulbul Amir ()          | Fatima ()             |
| Džasper Vitkomb Landi ()       |                       |

Kako su se selili i započinjali neke nove poslove tj. prevare Dr Matriks i njegova ćerka su koristili i lažna imena.
Većina lažnih imena krije nešto, u vidu anagrama ili nekog dubljeg skrivenog značenja čije otkrivanje se ostavlja čitaocu koji se upućuje na literaturu.
Na primer T.I.Marks (T.I.Marx) je anagram od Matrix. Džasper Vitkomb Landi (Jasper Whitcomb Lundy) je retko dugačko ime koje ima sva različita slova i samoglasnike (A, E, I, O, U) u tom redosledu. Meri Džejn (Mary Jane) je sleng naziv za kanabis.

## Prevare Irvinga Džošue Matriksa
Neke od prevara koje je Dr Matriks izveo su:
- Perpetuum mobile
- Klinika za odvikavanje
- Fabrika za izradu piramida koje imaju isceliteljska i druga svojstva
- Robot koji priča i rešava zadatke
- Škola filozofije
- Bordel za pse i mačke

### Perpetuum mobile
U avgustu 1971. godine u Hjustonu stariji čovek iz Velsa Levelin Huker tvrdi da je izumeo perpetuum mobile. U hotelu gde je bio izložen manji model ovog uređaja Levelin Huker i njegova asistentkinja Žaklin Džons su prodavali deonice Huker Dajnamafors kompanije. Pojedine osobe su u ovaj projekat investirale preko pola miliona dolara. Jednog jutra Huker i Džonsova su pobegli ne plativši ni hotelski račun. Martin Gardner je saznao da su dvoje prevaranata ustvari Doktor Matriks i njegova ćerka. Otkriveno je da je izloženi model imao mali motor, koji je pokretala baterija, sakriven u osnovi.

### Piramide
U Nevadi, Dr Matriks i njegova ćerka Iva otvorili su fabriku u kojoj su pravili piramide koje su služile za brži oporavak, povećanje inteligencije, povećanje vidovitosti itd. Uri Geler, za koga su Martinu Gardneru rekli da ih je posetio, je otkrio da dok je u piramidi, svaki metal koji dotakne se odmah topi. U fabrici je radilo više od 20 indijanaca za malu platu. Ispostavilo se da je posao sa prodajom piramida ustvari bila piramidalna šema, na čijem vrhu je bio Dr Matriks.

### Robot (ASMOF)
ASMOF (American Superior Mind Operating Foundation) je bio prvi kompjuter koji priča. Neka vrsta prve veštačke inteligencije. Kako je prezentovano, ono što mu je omogućavalo nešto ovako revolucionarno je nova memorija (magnetic-buble memory). Robot je bio napravljen od aluminijuma, visine od preko šest metara. ASMOF je nastupao po celoj državi gde su ljudi za određen novac mogli da sede ispred robota i postave mu neko pitanje. Direktor organizacije je bio Frenk Rosum a njegova asistentkinja Džosi Klark Nelson. Nakon nekog perioda nastupanja po državi, novinari su pronasli Ivu kako upravlja robotom iz obližnje prostorije, ali dok je priča izašla u javnost Dr Matriks i Iva su već pobegli.

## Dr Matriks u zatvoru
Nakon neuspešnih pretpostavki Dr Matriksa, broj njegovih klijenata je počeo polako da se smanjuje. Počeo je da upada u dugove i u očaju je uradio nepromišljenu stvar. Pokušao je da napravi novčanice od dvadeset dolara. Njegova metoda je bila takva da bi isekao 14 novčanica na dva dela (po šemi sa slike) i nakon toga svaki desni deo novčanice bi spojio sa levim delom sledeće novčanice. Rezultat bi bio dobijanje 15 novčanica od 14 početnih. Međutim, razlika u dužini novčanice je bila vidljiva i nedugo zatim Dr Matriks je bio u zatvoru Sing Sing. Služio je kaznu od pet godina. Ipak, pošto je pomogao ministarstvu inostranih poslova kazna mu je smanjena i pušten je iz zatvora tri godine ranije.

## Numerološki pogled na stvari

### Linkoln i Kenedi
Nedelju dana nakon ubistva predsednika Sjedinjenih Američkih Država Martin Gardner je dobio pismo od Doktora Matriksa. U pismu se nalazi dosta numeroloških paralela između dva ubistva američkih predsednika Linkolna i Kenedija. Sledi većina činjenica predstavljenih u pismu.
1. Linkoln je izabran za predsednika 1860. Tačno sto godina kasnije, 1960. године, Kenedi je izabran za predsednika.
2. Oba predsednika su bila duboko uključena u borbu za prava crnaca.
3. Oba predsednika su ubijena u petak, u prisustvu njihovih žena.
4. Oba predsednika su ubijena metkom koji ih je pogodio u potiljak glave.
5. Linkoln je bio ubijen u Ford pozorištu, Kenedi je ubijen dok je bio u Linkoln kabrioletu koji je napravio Ford Motor.
6. Oba predsednika su nasledili potpredsednici Džonson koji su bili demokrate i bivši senatori.
7. Endrju Džonson je rođen 1808 godine. Lindon Džonson je rođen 1908. godine.
8. Oba atentatora su bila ubijena pre suđenja.
9. Linkoln (Lincoln) i Kenedi (Kennedy) imaju sedam slova.
10. Endrju Džonson (Andrew Johnson) i Lindon Džonson (Lyndon Johnson) imaju trinaest slova.
11. Džon Vilks But (John Wilkes Booth) i Li Harvi Osvald (Lee Harvey Oswald) imaju petnaest slova.

Takođe, u pismu piše, da je FBI mogao bolje da se spremi da su imali veće poznavanje numerologije. Jedno od objašnjenja je to da ako saberemo cifre datuma 22. novembra (22/11) dobijamo 6, a petak (friday) ima 6 slova. Ako uzmemo FBI i svako slovo pomerimo (šiftujemo) unapred za 6 dobijamo LHO, inicijale atentatora Li Harvi Osvalda, koji je već bio poznat FBI-u. Štaviše, Li Harvi Osvald je pucao sa šestog sprata zgrade u kojoj je radio.

### Apolo 11
Doktor Matriks i sletanje na mesec gleda kroz numerologiju. Naime, kako on kaže, ključni simbol sletanja na mesec (moon landing - ima 11 slova) je 11. Može se tumačiti kao broj 11 ili kao par jedinica.
Ako ga posmatramo kao broj 11 dobijamo:
- 11. slovo alfabeta je k. Sigurno nije slučajnost to što je predsednik Kenedi započeo Apolo projekat i da je Apolo 11 lansiran sa Cape Kenedi (Cape Canaveral).
- 11 je najmanji prost faktor broja 1969 (godine sletanja na mesec)
- prva poruka primljena sa meseca je imala 11 reči
- Armstrong je tada imao 38 godina. Ako saberemo cifre njegovih godina dobijemo 11

Ako ga posmatramo kao par jedinica dobijamo:
- par jedinica simbolizuje prva dva čoveka koji su hodali po mesecu
- a je prvo slovo alfabeta, a prva dva čoveka koji su hodali na mesecu imaju prezime koje počinje na a
- NASA sadrži 2 A u svom imenu.

### Šekspir
Postoji teorija da je Šekspir tajno radio na prevođenju Biblije kralja Džejmsa. Kako kaže Dr Matriks, za numerologa ne postoji sumnja da li je teorija tačna. Ako pogledate psalm 46 videćete da je 46-ta reč shake. Ako pogledate 46-tu reč od kraja ovog psalma videćete da je ona spear. Broj 46 se objašnjava kao broj godina koje je Šekspir imao kada se završilo prevođenje Biblije kralja Džejmsa 1610. godine.

### Rihard Vagner
Povezanost Riharda Vagnera i broja 13. Neke od zanimljivih primedbi Dr Matriksa su:
- U njegovom imenu ima 13 slova.
- Rođen je 1813. godine.
- Ako saberemo cifre godine njegovog rođenja dobijemo 13
- Komponovao je 13 velikih dela
- Njegovo najveće delo,Tanhojzer, je završio 13. aprila 1845. godine, a prvi put izvedena 13. marta 1861. godine.
- Umro je 13. februara 1883. godine (prva i poslednja cifra ove godine formiraju broj 13)

### Broj zveri (broj 666)
Doktor Matriks nije preterano voleo da priča na ovu temu, pre svega zato što je, kako bi on rekao, bilo lako za dobrog numerologa da nađe interpretaciju ili značenje ovog broja. Ipak, dao je nekoliko njemu poznatih interpretacija.
- Jedna od interpretacija ovog broja je naziv jedne titule pape Vicarius Filii Dei. Naime, kada se saberu svi rimski brojevi u ovoj tituli dobije se broj 666.
- Ako se saberu rimski brojevi u imenu Elen Gould Vajt (Ellen Gould White), osnivača adventističke crkve (računajući w kao dva v) dobija se broj 666.
- Ako koristimo kodiranje u kome slovu a pridružujemo vrednost 100, slovu b 101 (c=102, d=103,…), onda Hitler u tom kodiranju ima vrednost 666.

|   | 5   |  |   |     |  |   | 107 |
|   | 1   |  |   | 50  |  |   | 108 |
|   | 100 |  |   | 50  |  |   | 119 |
|   |     |  |   |     |  |   | 111 |
|   |     |  |   |     |  |   | 104 |
|   | 1   |  |   |     |  |   | 117 |
|   | 5   |  |   |     |  |   |     |
|   |     |  |   | 5   |  |   |     |
|   |     |  |   | 50  |  |   |     |
|   | 1   |  |   | 500 |  |   |     |
|   | 50  |  |   |     |  |   |     |
|   | 1   |  |   | 10  |  |   |     |
|   | 1   |  |   |     |  |   |     |
|   |     |  |   | 1   |  |   |     |
|   | 500 |  |   |     |  |   |     |
|   | 1   |  |   |     |  |   |     |
| = | 666 |  | = | 666 |  | = | 666 |
| - | --- |  | - | --- |  | - | --- |

#### Zanimljivosti
- Suma svih brojeva u ruletu je 666.
- 666 je 36-ti trougaoni broj, a postoji samo 6 trougaonih brojeva sačinjenih od samo jedne cifre. Ostali su 1, 3, 6, 55 i 66.
- Suma kvadrata prvih sedam prostih brojeva je 666.

### Pi

#### Zanimljiv obrazac u broju pi
Broj 26 je prvi dvocifreni broj koji se ponavlja u broju pi. Drugo ponavljanje broja 26 je centar simetrije dva niza brojeva. Brojevi 79, 32 i 38 imaju ista tri para na desnoj strani u obrnutom poretku. Pet cifara pre prvog broja 26 u sumi daju 20, broj decimala pre drugog pojavljivanja broja 26. Pet cifara nakon prvog pojavljivanja broja 26 u sumi daju 30, broj decimala koji sačinjava ovaj obrazac. U zbiru 20 i 30 daju 50 što je broj koji sledi nakon obrasca (nakon druge uspravne linije). Ako saberemo cifre tri para brojeva koji su u refleksiji (79, 32 i 38) dobijamo broj 32 koji predstavlja ukupan broj prikazanih decimala. Brojevi 46 i 43 koji se nalaze oko drugog pojavljivanja broja 26 u sumi daju broj 89, što je broj pre prve uspravne linije.

#### Ostalo
Po Dr Matriksu, ako se tačno interpretira, pi sadrži celu istoriju ljudske rase. Ako napišemo prve tri cifre broja pi, tj. 314 i pogledamo taj broj u ogledalu dobijamo reč pie.
Deset cifara broja pi od 60-te cifre do 69-te cifre su 4592307816. To je prvih deset uzastopnih cifara broja pi takvih da sadrže svaku cifru tačno jednom. Da su prve dve cifre ovog niza obrnute to bi bio alternirajući niz neparnih i parnih cifara.

### Emirp
Emirp (obrnuto od prime) je prost broj (koji nije palindrom) koji kada mu se obrnu cifre predstavlja drugi prost broj. (npr. 1979 -> 9791, 3011 -> 1103).

#### Emirp bez ponavljanja
Emirp bez dve iste cifre naziva se emirp bez ponavljanja (no-rep emirp). Ovaj niz počinje sa 13, 17, 31, 37, 71, 73, 97, 107,... Ovaj skup emirpa bez ponavljanja je očigledno konačan jer bilo koji broj duži od 10 cifara mora da ima cifre koje se ponavljaju.

### Kuriozitet broja 13
- Kvadrat broja 13 je broj 169.
- Obrnut broj broja 169 je broj 961 čiji koren je 31, obrnut broj broja 13.
- Proizvod 169 i 961 je 162409, još jedan potpun kvadrat.
- Suma cifara broja 169 je 16.
- Suma cifara broja 13 je 4, što je koren od 16.

Ako ne računamo palindromske brojeve poput  11 i 22, i brojeve koji se završavaju sa 0, poput  10, 20, 30,... postoji samo još jedan par dvocifrenih brojeva sa istim svojstvom kao 13 i 31. To su brojevi 12 i 21.

### Automorfni brojevi (kružni brojevi)
Automorfni broj je broj čiji se kvadrat završava istim ciframa kao prvobitan broj.
Jednocifreni automorfni brojevi su 5 (5^2=25) i 6 (6^2=36), dvocifreni 25 (25^2=625) i 76 (76^2=5776).

### Ostalo
- Osim skupova {1,2,3,4} i {5,6,7,8} ne postoji drugi skup uzastopnih brojeva za koji važi da prva dva broja broja, u rastućem poretku, formiraju broj ceo broj jednak proizvodu druga dva. (12=3*4 i 56=7*8)
- Zatvorenički broj Dr Matriksa je bio 54748, broj od pet cifara. Ako sumiramo peti stepen svake cifre dobijemo 54748. Ovakvi brojevi se zovu Armstrongovi brojevi[5].
- Broj 9 ima izvanredna svojstva inverzije. Ako obrnemo broj 9 u binarnom sistemu on ostaje isti (1001).

- 1, 2 i 3 je jedinstven skup različitih pozitivnih celih brojeva, uzajamno prostih, takvih da je suma bilo koja dva deljiva sa trećim brojem.
- 30 je najveći ceo broj za koji važi da svaki broj manji od njega, koji je uzajamno prost sa njim je prost broj.

## Zagonetke
Svaki put kada bi se našao sa Doktorom Matriksom, Martin Gardner bi mu tražio matematičke zagonetke ili neke druge vrste problema koje bi njegovi čitaoci mogli da rešavaju. Neki od tih problema su bili laki, dok su neki zahtevali nešto veće matematičko znanje. Dosta problema je bilo vezano za magične kvadrate i magične trouglove. 

Neki od primera lakših problema su:
- Broj ćelije Dr Matriksa je bio dvocifreni broj. Ako stavimo decimalni zarez između dve cifre broja dobijamo prosek te dve cifre. Koji je broj ćelije? (Odgovor: 45)
- Jednom prilikom je Martin Gardner pitao Ivu koliko ima godina? Ona mu je odgovorila da je dan pre juče imala 22 ali sledeće godine će imati 25. Kada se dogodio razgovor i kada je rođendan Ive Tošijori? (Odgovor: Ima smisla jedino ako se razgovor dogodio 1. januara i ako joj je rođendan 31. decembra.)

Dr Matriks je zadavao probleme i u vidu kriptoaritmetika. Ovakva vrsta problema može da nema rešenje, da ima jedinstveno rešenje, kao i da ima više rešenja. Kao i dosta drugih problema i ovaj se može rešiti programski. Koristeći paradigmu programiranja ograničenja, možemo lako napraviti program koji može da reši kriptoaritmetike. Koristeći biblioteku python-constraint kod koji bi rešavao kriptoaritmetiku FORTY + TEN + TEN = SIXTY (svakom različitom slovu odgovara različita cifra) bi izgledao ovako:
```
import
 
constraint

p
=
constraint
.
Problem


p
.
addVariables
(
"oryenix"
,
range
(
0
,
10
))

p
.
addVariables
(
"fts"
,
range
(
1
,
10
))

p
.
addConstraint
(
constraint
.
AllDifferentConstraint
)

def
 
o
(
f
,
o
,
r
,
t
,
y
,
e
,
n
,
s
,
i
,
x
):

    
if
 
((
f
*
10000
+
o
*
1000
+
r
*
100
+
t
*
10
+
y
)
+
2
*
(
t
*
100
+
e
*
10
+
n
)
==
(
s
*
10000
+
i
*
1000
+
x
*
100
+
t
*
10
+
y
)):

        
return
 
True

p
.
addConstraint
(
o
,
"fortyensix"
)

resenje
=
p
.
getSolutions


for
 
r
 
in
 
resenje
:

    
print
(
f
"
{
r
[
'f'
]
}{
r
[
'o'
]
}{
r
[
'r'
]
}{
r
[
't'
]
}{
r
[
'y'
]
}
"
)

    
print
(
f
"  
{
r
[
't'
]
}{
r
[
'e'
]
}{
r
[
'n'
]
}
"
)

    
print
(
f
"  
{
r
[
't'
]
}{
r
[
'e'
]
}{
r
[
'n'
]
}
"
)

    
print
(
f
"
{
r
[
's'
]
}{
r
[
'i'
]
}{
r
[
'x'
]
}{
r
[
't'
]
}{
r
[
'y'
]
}
"
)

```

Rešenje: 29786 + 850 + 850 = 31486
Primeri ostalih kriptoaritmetika zadatih od strane Dr Matriksa:

## Bibliografija
Nakon nekoliko objavljenih kolumni sa Doktorom Matriksom (otprilike jedna godišnje je izlazila), odlučeno je da se do tada objavljene priče izdaju u posebnom izdanju posvećenom samo Dr Matriksu. Knjige Martina Gardnera koje sadrže priče o Doktoru Matriksu su se objavljivale u tri izdanja:
- [7].
- Prošireno izdanje [8].
- Prošireno izdanje [2].

Prvo izdanje je sadržalo sedam poglavlja, drugo 18, dok treće izdanje sadrži 22 poglavlja. Još jedna, poslednja priča u vezi Doktora Matriksa se pojavljuje u knjizi:
- [3]

## Spoljašnje veze
- Internet stranica posvećena Dr Matriksu
- Oficijelna internet stranica python programskog jezika